# Fliegerhorst Holzdorf

i7
i11
i13
Der Fliegerhorst Holzdorf (auch Fliegerhorst Schönewalde/Holzdorf, ICAO-Code: ETSH) ist ein Militärflugplatz der Luftwaffe. Er liegt auf der sachsen-anhaltisch-brandenburgischen Landesgrenze östlich von Jessen in Sachsen-Anhalt und nördlich von Herzberg in Brandenburg. Der größere Teil des Platzes liegt in Schönewalde (Brandenburg) und grenzt im Norden an die Bundesstraße 187. Benannt wurde der Platz nach dem Jessener Ortsteil Holzdorf.

## Geschichte

### Anfänge zur NVA-Zeit

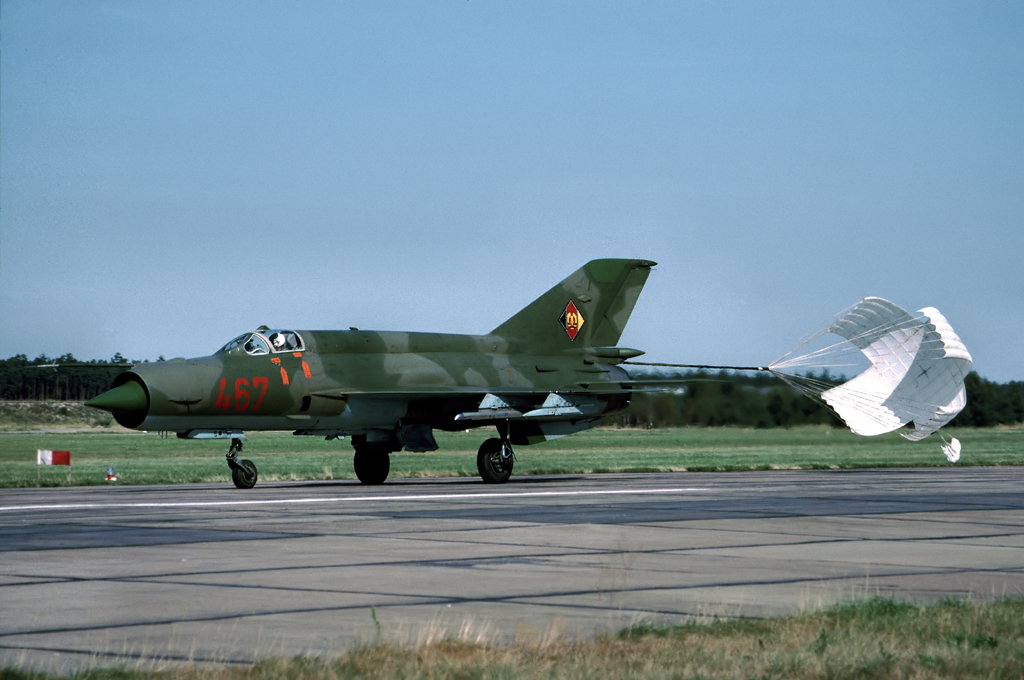
MiG-21MF des JG-1 in Holzdorf (1990)

Im Jahr 1968 wurde das Gelände von der NVA als Standort für einen neuen Feldflugplatz ausgewählt. Im Jahr 1974 erfolgte die Fertigstellung des Feldflugplatzes, bis 1980 der Ausbau zu einem Einsatzflugplatz. Die Übergabe an das Jagdfliegergeschwader 1 erfolgte Anfang November 1982, welches vom alten Standort Cottbus nach Holzdorf verlegt wurde. Er war der modernste Flugplatz seiner Zeit in der DDR und verfügte über drei ausgebaute Dezentralisierungsräume. Insgesamt waren hier in den 1980er Jahren das Jagdfliegergeschwader 1, das Fliegertechnische Bataillon 1, das Nachrichten-Flugsicherungsbataillon 1 und das Funktechnische Bataillon 41 stationiert. Die Bauarbeiten am Standort dauerten bis ins Jahr 1984.
Im Jahr 1989 besaß der Platz ein Funkfeuer vom sowjetischen Typ RSBN und in den beiden Anflugrichtungen standen jeweils zwei ungerichtete Funkfeuer (DDR-Terminologie: Fernfunkfeuer, Nahfunkfeuer). Die Flugsicherung konnte ein Rundsichtradar und ein Präzisionsanflugradar nutzen. Das militärische Rufzeichen lautete HALIFAX.

### Nach der Wiedervereinigung
Mit der Wiedervereinigung übernahm die Bundeswehr das Gelände und löste das Jagdfliegergeschwader 1 und das Fliegertechnische Bataillon 1 bis auf ein Nachkommando auf. Am 1. April 1991 nahm eine Lufttransportgruppe des Lufttransportgeschwaders 62 als Nachfolger des Jagdfliegergeschwaders 1 seine Arbeit auf, am 1. Oktober 1991 gefolgt vom Luftwaffenausbildungsregiment 1. Ebenfalls zum 1. April 1991 wurde das Funktechnische Bataillon 41 aufgelöst und in die neu aufgestellte Radarführungsabteilung 34 überführt. Am 30. September 1994 erfolgte die Überführung selbiger in die Radarführungsabteilung 25.

### Modernisierung und NATO-Integration
Die Radarführungsabteilung 25 wurde am 9. Januar 1995 offiziell der NATO unterstellt.
Der von 1978 bis 1983 gebaute Luftverteidigungsgefechtsstand wurde 1997 und 1998 komplett entkernt und anschließend für 40 Millionen DM umgebaut. Anschließend wurde ab April 2000 Computertechnik im Wert von 50 Millionen DM installiert und mit GIADS das modernste Air Command and Control System (ACCS) Europas am 6. Juni 2000 offiziell in Betrieb genommen. Am 1. Oktober 2002 wurde der Einsatzführungsbereich 3 als Nachfolger für die Radarführungsabteilung 25 neu aufgestellt.
Seit 1994 ist Holzdorf ein Hubschrauberstützpunkt der Bundeswehr. In diesem Jahr wurde zunächst ein SAR-Kommando in Holzdorf eingerichtet, das zum Lufttransportgeschwader 62 (LTG 62) gehörte. Zwei Jahre später entstand daraus 1996 eine Lufttransportgruppe; das damals genutzte Luftfahrzeug war die Bell UH-1D. Am 19. Mai 2003 folgte die Verlegung der Heeresfliegerunterstützungsstaffel 1 (HFlgUstgStff 1) mit ihren Bölkow Bo 105 von Cottbus nach Holzdorf, womit erstmals auch Hubschrauber der Heeresflieger der Bundeswehr in Holzdorf stationiert waren.
Bis 2012 wurde die Infrastruktur für den Flugbetrieb neuer NH90-Hubschrauber geschaffen, wozu bis zu ca. 300 Millionen Euro investiert wurden. Mit der Einführung dieses neuen Waffensystems sollten nach der Hubschrauberkomponente des LTG 62 auch die Hubschrauberstaffeln der Lufttransportgeschwader 61 und LTG 63 im Hubschraubergeschwader 64 am Standort Holzdorf zusammengefasst werden. Im Rahmen dieser Arbeiten wurden die nicht mehr nutzbaren Dezentralisierungsräume der Jagdfliegerstaffeln mit den Flugzeugbunkern zurückgebaut und an den Hubschrauberbetrieb angepasst. Die Anlagen der ehemaligen zweiten Staffel im Nordwesten der Anlage verschwanden dabei nahezu vollständig. In Luftbildern sind die Dezentralisierungsräume noch erkennbar.

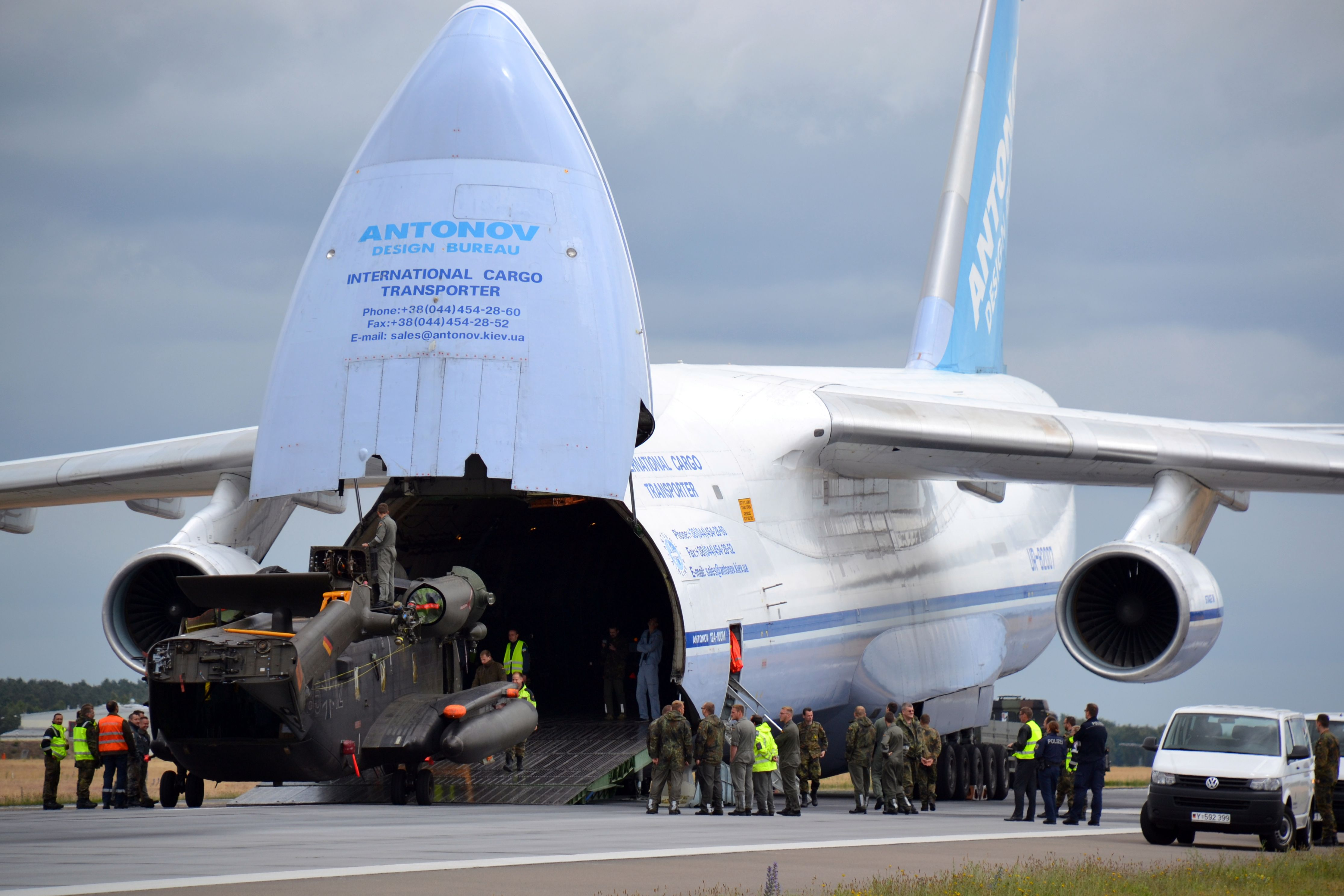
Entladen einer CH-53 aus einer An-124 (2015)

Mit der Neuausrichtung der Bundeswehr und dem damit verbundenen Hubschrauber-Fähigkeitstransfer zwischen Luftwaffe und Heer wurde der Ausbildungs- und Übungsflugbetrieb der Sikorsky CH-53 zum 1. Januar 2014 nach Holzdorf verlegt. Die erste CH-53GA traf Ende September 2013 ein. Zum Jahresende 2013 wurde die HFlgUstgStff 1 außer Dienst gestellt und das nach wie vor die UH-1D nutzende SAR-Kommando in Holzdorf wurde der neuen 7. Staffel des Transporthubschrauberregiments 30 unterstellt.
Am 24. Juni 2015 landete erstmals eine Antonow An-124 auf dem Fliegerhorst. Mit der Landung bewies der Fliegerhorst, dass sich Verlegungen von militärischem Gerät mit großen Transportflugzeugen von Holzdorf aus realisieren lassen.
Nach 27 Jahren Flugbetrieb endete im April 2021 die „Huey“-Ära beim hiesigen SAR-Kommando, dem letzten Bundeswehr-Einsatzverband überhaupt, der zu diesem Zeitpunkt noch die UH-1D nutzte. Seither nutzt das Kommando die Airbus Helicopters H145 LUH SAR.
Ab 2027 beginnend sollen am Standort 47 der insgesamt 60 bestellten Schwerlasthubschrauber CH-47F Chinook stationiert werden.
Bis Ende 2025 soll hier der erste einsatzfähige Standort des Raketenabwehrsystems Arrow 3 in Deutschland entstehen.

## Flugplatzinfrastruktur
Neben der heute ausschließlich verwendeten 2419 m langen Asphaltpiste 09/27, nach 1990 verlängert von ursprünglich 2350 m, gab es nördlich eine parallele Graslandebahn 09/27 mit einer Länge von 1800 m und einer Breite von 40 m. Außerdem existiert am nördlichen Rand des Flugplatzgeländes eine Rollbahn, welche mit 2400 m × 15 m auch als Notstartbahn genutzt werden kann.
Südlich der Landebahn befindet sich der Tower, nördlich davon die Vorfelder, Hangars und ein Helipad.
Als optische Anflughilfe für die Pisten 09 und 27 dient ein Precision Approach Path Indicator.

### Instrumentenanflüge
Als Navigationshilfen für Instrumentenanflüge stehen ein TACAN-System, ein NDB und für die Piste 27 ein ILS Cat I zur Verfügung.

## Bundeswehr-Einrichtungen/Stationierungen und vorgesehene Planungen
| Derzeitige (Oktober 2011) Truppenteile / Dienststellen            | 1810 Dienstposten |
| ----------------------------------------------------------------- | ----------------- |
| Einsatzführungsbereich 3                                          | Luftwaffe         |
| Hubschraubergeschwader 64 Lufttransportgruppe                     | Luftwaffe         |
| Sanitätsversorgungszentrum                                        | ZSan              |
| Vorgesehene Truppenteile / Dienststellen (Organisationsmaßnahmen) | 1680 Dienstposten |
| Einsatzführungsbereich                                            | Luftwaffe         |
| Hubschraubergeschwader, Teile                                     | Luftwaffe         |
| Regionale Sanitätsversorgung                                      | ZSan              |
| Waffensystemunterstützungszentrum                                 | Luftwaffe         |
| Systeminstandsetzungszentrum Drehflügler                          | Luftwaffe         |
| Bundeswehrfeuerwehr Flugplatz                                     | BAIUDBw           |
| Auflösung                                                         |                   |
| Heeresfliegerunterstützungsstaffel 1                              | Heer              |

## Sonstiges
Der Fliegerhorst liegt in zwei Bundesländern, Sachsen-Anhalt und Brandenburg. Die Landesgrenze verläuft direkt über die Start- und Landebahn. Dies ist historisch bedingt, da der Bezirk Cottbus, in dem sich der Fliegerhorst befand, nach der Wiedervereinigung unter diesen beiden neu gegründeten Ländern und dem ebenfalls neu gegründeten Sachsen aufgeteilt wurde. Die Bundesländer Sachsen-Anhalt und Brandenburg sehen nicht die Notwendigkeit, einen Staatsvertrag mit Gebietsaustausch zu schließen.